# Корейці
Коре́йці (кор. 한민족) — основне населення Корейського півострова, що сформувалося як нація на початку XX століття.
Сама назва корейців корейською мовою: чосон сарам (кор. 조선 사람) у Корейській Народно-Демократичній Республіці (Північній Кореї) і хангугін (кор. 한국인) у Республіці Корея (Південній Кореї).
За антропологічним типом належать до східно-азійської групи монголоїдної раси. Говорять корейською мовою. Багато питань етногенезу корейців не однозначні. Очевидно, у їхньому формуванні брали участь етнічні групи різного походження, причому головна роль належала групам, що говорили протоалтайськими мовами. Основні релігії — конфуціанство, буддизм, християнство, шаманізм. Раніше в країні панував буддизм, але в XIV столітті він утратив значення офіційної релігії. Велика кількість людей атеїстичних поглядів.
Станом на 2020 рік за межами Кореї проживало близько 7,5 мільйонів етнічних корейців.

## Розселення
Загальна чисельність приблизно 80 000 000. Проживають у
- Республіці Корея: 48 422 644 (2005),
- КНДР: 22 912 177 (2005),
- США: 2 057 546,
- Китаї: 2 043 578,
- Японії: 660 214,
- Узбекистані 200 000,
- Росії 149 000,
- Казахстані 100 000,
- Киргизії 20 000,
- Австралії: 150 000,
- Канаді: 110 000,
- Бразилії: 50 000.

## Діаспора
Відомо, що корейська еміграція до США почалася ще в 1903 році, але корейська американська громада не зросла до значних розмірів до моменту прийняття Закону про імміграцію та громадянство 1965 року; станом на 2017 рік, за винятком незадокументованих і непідрахованих, приблизно 1,85 мільйона корейських емігрантів і людей корейського походження проживають у Сполучених Штатах згідно з офіційною цифрою перепису населення США. У районі Лос-Анджелеса та Нью-Йорка в Сполучених Штатах проживає найбільше населення етнічних корейців за межами Кореї та Китаю. Корейське населення в Сполучених Штатах становить невелику частку американської економіки, але має непропорційно позитивний вплив. Корейські американці мають рівень заощаджень, що вдвічі перевищує середній показник у США, а також закінчують коледж із відсотком, що вдвічі перевищує в середньому по США, забезпечуючи висококваліфікованих та освічених професіоналів для американської робочої сили. Згідно з даними перепису 2000 року Бюро перепису населення США, середній заробіток домогосподарств для етнічних корейців у США становив 59 981 долар США, приблизно на 5,1 % вище, ніж у середньому в США на час 56 604 доларів.
Значні популяції корейців також присутні в Китаї, Японії, Аргентині, Бразилії та Канаді. Кількість корейців в Індонезії зросла протягом 1980-х років, тоді як протягом 1990-х і 2000-х років кількість корейців на Філіппінах, В'єтнамі також значно зросла. У Центральній Азії значна популяція проживає в Узбекистані та Казахстані, а також у деяких частинах Росії, включаючи Далекий Схід. Багато з них, відомі як Корьо-сарам, є предками корейців, які були насильно депортовані під час сталінського режиму Радянського Союзу. Корейська закордонна громада Узбекистану є п'ятою за величиною за межами Кореї.
Корейці у Великій Британії зараз утворюють найбільшу корейську громаду Західної Європи, хоча й досі відносно невелику. До кінця 1990-х корейців у Німеччині було більше, ніж у Великій Британії.

## Національні свята

### Переддень Нового року
За старих часів жінки цього дня рано вранці поспішали до колодязя, щоб першими зачерпнути «воду удачі». Вони також починали готувати до наступного дня святкові страви, У тому числі токкук — суп з рисовими галушками на бульйоні з фазана. Існував і інший звичай повернення всіх боргів до півночі. У ніч перед Новим роком ніхто не лягав спати майже до ранку, і навіть діти намагалися не заснути, тому що, відповідно до повір'я, у них могли побіліти брови.

### Сольналь
Це одне з двох найбільших свят у Республіці Корея. 1 січня — це офіційне свято, присвячене початку року, але більшість родин вирушає у свої рідні місця для зустрічі Нового року за місячним календарем, який припадає на кінець січня або початок лютого. Як і в інших країнах, цього дня у Кореї проводжають старий і зустрічають новий рік. Протягом попередніх кількох тижнів друзі і знайомі посилають одне одному листівки з вдячністю за добрі справи, які були колись зроблені, і побажаннями щастя в новому році. У наш час корейці, що сповідають християнство, обмінюються і різдвяними вітаннями.
Перетягування каната — це більш ніж просто змагання в силі. Спосіб, яким зв'язані мотузки, символізує єднання чоловіка і жінки, тому команда, яка одержала перемогу — матиме достаток і родючість у новому році, що особливо важливо для селян і рибалок.
Запускання повітряних зміїв — це в Кореї не тільки складний вид спорту, але і спосіб позбутися невдач і хвороб минулого року, відправивши їх у небо. Існує понад 70 конструкцій зміїв, у тому числі змій-щит, падук, змія-дошка, змія-спідниця і змій-скат. Найбільшою популярністю користується змій-щит з характерним круглим отвором. Цей отвір виконує функцію пропелера, що регулює швидкість і напрямок польоту.
У минулому стрибки на підкидній дошці були «вікном у світ» для дівчат, яким виповнилося сім років. Перший день Нового року був єдиним, коли вони могли побачити, що робиться за високою огорожею, яка оточує їхній будинок. У наш час цю розвагу треба розглядати, скоріше, як тренування почуття ритму і рівноваги, а не подію, на яку дівчата чекають цілий рік. Стрибки на низькій плоскій підкидній дошці — набагато складніша вправа, ніж може здаватися. Успіх залежить від того, наскільки точно розрахований час стрибків.
Святкове меню на цей день розрізняється залежно від регіону країни і сімейних звичаїв, але на кожному столі обов'язково буде токкук — суп з рисовими галушками на яловичому або курячому бульйоні. Корейці говорять, що з'їсти тарілку токкук означає прожити ще один рік.
Пельмені і піндеток (млинці з борошна бобів маш), а також напої сучжонгва (чай з корицею) або сикхе (рисовий десертний напій), можна бачити цього дня на святковому столі.
Для церемонії поминання накривається особливий стіл зі святковою їжею і напоями, призначеними покійним предкам. Поминальні обряди відбуваються протягом року не один раз, але цього дня на жертовному столі є також і токкук.

### Тано
Прихід літа відзначався поминальними обрядами на честь предків, що потім змінювалися веселощами. Жінки цього дня мили волосся у відварі коренів ірису й збирали лікарські трави для сушіння. Це був єдиний день у році, коли одружені жінки могли відвідати батьків. Жінки також розважалися, качаючись на гойдалках, підвішених довгими мотузками до дерев, а чоловіки організовували змагання з національної корейської боротьби ссірим.
Існувала традиція, відповідно до якої у чеканні спеки правителі посилали віяла чиновникам, а із сіл надсилали віяла в Сеул. Королівські лікарі готували для короля особливий «суп здоров'я» чехотхан. У традиційне меню також входили рибний суп, приготовлений на пару короп і вишневий квас. А круглі рисові коржі з додаванням полину й інших гірських трав і нині можна скуштувати в деяких будинках.

### Чхільсок
Це найромантичніший день місячного календаря. Відповідно до корейської легенди, зірки Вега й Альтаїр — це небесне перевтілення юних закоханих Кьону (Пастуха) і Чінньо (Ткалі), що зустрічаються лише раз на рік. За переказом, дочка Небесного царя жила на східному березі небесної річки — Чумацького шляху, і щоночі ткала прекрасну полотнину. Стурбований тим, що дочка самотня, цар видав її в шлюб із красивим пастухом, що пас худобу на західному березі річки. Закохані так захопилися одн4 одним, що дівчина кинула роботу. Розгніваний цар покарав дочку, відіславши її назад на східний берег. Однак страждання розлучених закоханих викликали в царя співчуття і він дозволив їм один раз на рік, у день Чхільсок, перетинати річку по мосту, який утвориться із сорок і ворон. Якщо в цю ніч ішов дощ, то він означав сльози радості закоханих, а дощ, що йшов уранці наступного дня, — їхні сльози суму при розлуці. Цього дня на святковому столі є рисові коржі, млинчики з цукіні, локшина і кімчхі з огірків.

### Чхусок
Це друге із двох найбільших свят у Республіці Корея — день віддяки за гарний врожай. Також як і з нагоди зустрічі Нового року за місячним календарем, цього дня корейці збираються великою родиною в рідному домі, щоб усім разом відзначити Чхусок. За традицією цього дня члени родини отримували у подарунок новий одяг, але в наш час її не дотримуються. Багато хто просто надягають корейський одяг ханбок, який і сьогодні є розповсюдженим вбранням святкового дня. Вони роблять поклоніння предкам, накривши особливий стіл, на якому обов'язково є рисові коржі, фрукти нового врожаю — каштани, ююба, хурма, яблука й корейські груші. Свято не обходиться без сонпхен — рисових коржів у формі півмісяця.

## Корейці в Україні
Перші корейці в Україні з'явилися на початку XX століття. Масовіше заселення почалося в 50-60 роках у Миколаївську, Херсонську області й у Крим, де корейці орендували землю під баштанництво і для вирощування цибулі. У містах України корейці почали з'являтися в часи «хрущовської відлиги». Це були в основному випускники вищих навчальних закладів. І сьогодні корейська діаспора в Україні характеризується високим освітньо-культурним рівнем: близько 80 % громадян України корейського походження мають вищу освіту).
До початку 90-х років не існувало ніяких національно-культурних товариств, і лише в 1992 році утворено Асоціацію Корейців України. Сьогодні в 27 містах України діють регіональні асоціації корейців. За неофіційними даними в Україні сьогодні проживає близько 20 000 корейців. Більшість корейців потрапили в Україну з Узбекистану, Казахстану й Далекого Сходу. Треба відзначити, що українські корейці, незважаючи на свою нечисленність, активно включилися в суспільно-політичне й національно-культурне життя незалежної України. Починаючи з 1992 року в багатьох містах і, передусім, у Києві відкрито недільні школи з навчання корейської мови, національні ансамблі, культурні центри.
У 1995 році вперше в Україні при Київському національному лінгвістичному університеті відкрито корейське відділення, де почали готувати фахівців філологів-перекладачів корейської мови. У 1996 році відкрито корейське відділення при Київському національному університеті ім. Т. Г. Шевченка, організовано корейську групу при гімназії східних мов у м. Києві. У 1998 році почали вивчати корейську мову в Київському міжнародному університеті східної лінгвістики та права (бувший університет «Східний Світ»). У місті Харкові при культурному центрі «Чосон» уперше в Україні організовано національну школу-інтернат. На високому рівні функціонують недільні школи в Києві, Харкові, Джанкої, Красноперекопську тощо.